# Môj Bože
Môj Bože (letteralmente, mio Dio) è un singolo dei Peha, band slovacca la cui cantante è Katarína Knechtová, che ha incluso la canzone nel suo album di debutto da solista Zodiak.

## Classifiche
| Classifica (2008) | Posizione massima |
| ----------------- | ----------------- |
| Repubblica Ceca   | 1                 |
| Slovacchia        | 1                 |